# مایکائین
مایکائین (قزاقی: Майқайың) یک شهرک در استان پاولودار کشور قزاقستان است.